# 創価教育学会
創価教育学会（そうかきょういくがっかい）は、1930年（昭和5年）11月18日に牧口常三郎、戸田城聖により創立された教育団体である。
現在の日本の宗教法人「創価学会」の前身。

## 概要
創価教育学会は1930年（昭和5年）11月18日、牧口常三郎、戸田城聖らにより創立される。
この日は牧口の著作「創価教育学体系」第1巻の発刊日であり、発行所が創価教育学会となっていることから、この日をもって、現在の創価学会（旧創価教育学会）の創立日としている。
牧口は、以前から郷土科（自然現象と人間の生活を関連づけ地理を学ぶ学問）である「人生地理学」を設置しようとしており、1928年（昭和3年）に日蓮正宗に入信した。その影響により、創価教育学会は宗教色を強めていく。

## 宗教との関わり
日蓮正宗
- 1928年（昭和3年）に牧口常三郎は、日蓮正宗の信者で常在寺（現在の東京都豊島区池袋）に属する「大石講」の幹部でもある三谷素啓から折伏（日蓮仏法の信仰への勧誘を示す仏教用語）を受けて入信し、戸田城聖もそれに追って入信する。1930年（昭和5年）11月18日、「創価教育学会」が設立され、初代会長に牧口が、初代理事長に戸田が就任するが両者とも学校教員であり、当会は“教育”の文字が示す通り、また、牧口自身が宗門に提出した調書で、「創価教育学会は純然たる日蓮正宗ではなく、自分の価値論を実践する一個の独立した団体」と明記するように、あくまで日蓮正宗の信徒団体（講中）ではなかった。

## 沿革
- 1928年（昭和3年）

東京市立白金尋常小学校（現在の港区立白金小学校）校長だった牧口常三郎が三谷素啓の折伏（勧誘）を受け、「日蓮正宗」に入信。ほぼ同時期に牧口と前任校以来の付き合いだった戸田甚一（後の城聖）も牧口に折伏され入信。
- 1930年（昭和5年）

11月18日 - 『創価教育学体系』第1巻発行（この日が、現在の創価学会創立記念日となっている）。発行所「創価教育学会」の所在地は東京府荏原郡大崎町（現在の東京都品川区北部）にあった戸田の自宅内とされた。また、発行人となった戸田は「城外」と名乗っていた。発刊をきっかけに、犬養毅（のちの第29代内閣総理大臣）ら28名の著名人によって、「創価教育学支援会」が創設される。
- 1931年（昭和6年）

牧口が教職を退職し、宗教・教育活動に専念。
- 1936年（昭和11年）

8月13日から16日までの4日間、日蓮正宗総本山大石寺で第1回創価教育学会修養会が開催された。
- 1937年（昭和12年）

12月 - 「創価教育学会」発会式。東京市麻布（現：東京都港区）の料亭「菊水亭」に50人が集まる。
- 1939年（昭和14年）

12月24日 - 「創価教育学会」第1回総会。発会式と同じく菊水亭で行われ、60人が参加。
- 1940年（昭和15年）

5月 - 戸田が金融業「日本商手」を設立したため、創価教育学会事務所を東京市神田区錦町（現：東京都千代田区神田錦町）に置かれた同社内に移転。
10月20日 - 九段（現：東京都千代田区）の軍人会館（現：「九段会館」）において第2回総会。300名が参加し、和泉覚、小泉隆、原島宏治らが入会。牧口が会長、理事長に戸田という正式な人事を決定。戸田はこれと前後して「城聖」の名前を使い出す。
- 1941年（昭和16年）

機関誌『価値創造』を発刊。
11月2日 - 第3回総会。小平芳平が初めて出席、入会。
- 1942年（昭和17年）

5月10日 - 『価値創造』が内閣情報局から廃刊命令を受ける。
11月 - 神田の一ツ橋教育会館において第5回総会。600人が参加、会員が4千名に。支部の数が東京に16、地方に12となる。
- 1943年（昭和18年）

5月2日 - 第6回総会。戦前最後の総会となる。直後に神社神道を批判したことで機関誌『新教』が廃刊させられる。
6月 - 牧口、戸田らは大石寺を訪ねた。そこで、宗門から神札を受けるように申し渡されたが、これを拒否する。
7月6日 - 伊勢神宮の神札、「神宮大麻」を祭ることを拒否し、焼却したために、「治安維持法」違反並びに「不敬罪」の容疑で牧口、戸田の他、21名の幹部が特別高等警察に逮捕される。
- 1944年（昭和19年）

11月18日 - 牧口が東京拘置所内の病監で栄養失調と老衰のため死去。
11月24日 - B-29による東京初空襲で創価教育学会と日本商手の入ったビルが焼失。
- 1945年（昭和20年）

7月3日 - 戸田が豊多摩刑務所（後の中野刑務所。現在は「平和の森公園」）から出獄。
9月 - 戸田が東京都千代田区西神田にビルを取得。創価教育学会本部を再建。
- 1946年（昭和21年）

3月 - 「創価教育学会」を「創価学会」に改称。
- 戦後については、宗教法人「創価学会」の頁を参照し、教育団体としての沿革を次に記す。

- 学校法人創価学園
  - 1968年（昭和43年） - 学校法人創価学園創立。男子校として創価中学校・高等学校設置。
  - 1973年（昭和48年） - 女子校として創価女子中学校・高等学校設置。
  - 1976年（昭和51年） - 札幌創価幼稚園設置。
  - 1978年（昭和53年） - 東京創価小学校設置。
  - 1982年（昭和57年） - 創価中・高を男女共学校に改組。
  - 1982年（昭和57年） - 創価女子中・高を男女共学校に改組。伴い、関西創価中学校・高等学校に改称。
  - 1982年（昭和57年） - 関西創価小学校設置。

- 学校法人創価大学
  - 1971年（昭和46年） - 創価大学開学。
  - 1976年（昭和51年） - 創価女子短期大学開学。